# Brady P. Gentry
Brady Preston Gentry (ur. 25 marca 1896 w Colfax, zm. 9 listopada 1966 w Houston) – amerykański polityk, członek Partii Demokratycznej.

## Działalność polityczna
W okresie od 3 stycznia 1953 do 3 stycznia 1957 przez dwie kadencje był przedstawicielem 3. okręgu wyborczego w stanie Teksas w Izbie Reprezentantów Stanów Zjednoczonych.